# Acuclavella merickeli
Acuclavella merickeli is een hooiwagen uit de familie Ceratolasmatidae. De wetenschappelijke naam van Acuclavella merickeli gaat  terug op W. A. Shear.